# Atletiek op de Olympische Zomerspelen 1952 – marathon mannen
De marathon voor mannen op de Olympische Zomerspelen 1952 vond plaats om 27 juli 1952. De wedstrijd startte in het Olympisch Stadion van Helsinki en ging naar Korso en terug. In totaal bedroeg de afstand 42,195 meter (marathon).
De wedstrijd werd gewonnen door de Tsjecho-Slowaak Emil Zátopek. Met een tijd van 2:23.03,2 verbeterde hij het olympische record. De Argentijn Reinaldo Gorno werd tweede op ruim twee minuten afstand.

## Records
| Wereldrecord     | 2:20.42,2 | Jim Peters | GBR | Chiswick | 14 juni 1952    |
| Olympisch record | 2:29.19,2 | Sohn Kitei | JPN | Berlijn  | 9 augustus 1936 |

## Uitslag
| rang | naam                    | land | tijd           |
| ---- | ----------------------- | ---- | -------------- |
| 1    | Emil Zátopek            | TCH  | 2:23.03,2 (OR) |
| 2    | Reinaldo Gorno          | ARG  | 2:25.35,0      |
| 3    | Gustaf Jansson          | SWE  | 2:26.07,0      |
| 4    | Choi Yun-Chil           | KOR  | 2:26.36,0      |
| 5    | Veikko Karvonen         | FIN  | 2:26.41,8      |
| 6    | Delfo Cabrera           | ARG  | 2:26.42,4      |
| 7    | József Dobronyi         | HUN  | 2:28.04,8      |
| 8    | Erkki Puolakka          | FIN  | 2:29.35,0      |
| 9    | Geoff Iden              | GBR  | 2:30.42,0      |
| 10   | Wally Hayward           | RSA  | 2:31.50,2      |
| 11   | Syd Luyt                | RSA  | 2:32.41,0      |
| 12   | Gustav Östling          | SWE  | 2:32.48,4      |
| 13   | Vic Dyrgall             | USA  | 2:32.52,4      |
| 14   | Luis Celedón            | CHI  | 2:33.45,8      |
| 15   | Janus van der Zande     | NED  | 2:33.50,0      |
| 16   | Viktor Olsen            | NOR  | 2:33.58,4      |
| 17   | Mikko Hietanen          | FIN  | 2:34.01,0      |
| 18   | Charles Dewachtere      | BEL  | 2:34.32,0      |
| 19   | Bill Keith              | RSA  | 2:34.38,0      |
| 20   | Yakov Moskachenkov      | URS  | 2:34.43,8      |
| 21   | Mihály Esztergomi       | HUN  | 2:35.10,0      |
| 22   | Doroteo Flores          | GUA  | 2:35.40,0      |
| 23   | Jean Simonet            | BEL  | 2:35.43,0      |
| 24   | Jakob Kjersem           | NOR  | 2:36.14,0      |
| 25   | Katsuo Nishida          | JPN  | 2:36.19,0      |
| 26   | Keizo Yamada            | JPN  | 2:38.11,2      |
| 27   | Feodosy Vanin           | URS  | 2:38.22,0      |
| 28   | Grigory Suchkov         | URS  | 2:38.28,8      |
| 29   | Henry Norrström         | SWE  | 2:38.57,4      |
| 30   | Dieter Engelhardt       | GER  | 2:39.37,2      |
| 31   | Cristea Dinu            | ROU  | 2:39.42,2      |
| 32   | Jean Leblond            | BEL  | 2:40.37,0      |
| 33   | Choi Chung-Sik          | KOR  | 2:41.23,0      |
| 34   | John Systad             | NOR  | 2:41.29,8      |
| 35   | Jaroslav Šourek         | TCH  | 2:41.40,4      |
| 36   | Tom Jones               | USA  | 2:42.50,0      |
| 37   | Bob Prentice            | AUS  | 2:43.13,4      |
| 38   | Muhammad Havildar Aslam | PAK  | 2:43.38,2      |
| 39   | Dolfi Gruber            | AUT  | 2:45.02,0      |
| 40   | Paul Collins            | CAN  | 2:45.58,0      |
| 41   | Vasile Teodosiu         | ROU  | 2:46.00,8      |
| 42   | Erik Simonsen           | DEN  | 2:46.41,4      |
| 43   | Ludwig Warnemünde       | GER  | 2:50.00,0      |
| 44   | Ted Corbitt             | USA  | 2:51.09,0      |
| 45   | Claude Smeal            | AUS  | 2:52.23,0      |
| 46   | Asfò Bussotti           | ITA  | 2:52.55,0      |
| 47   | Winand Osiński          | POL  | 2:54.38,2      |
| 48   | Olaf Sørensen           | DEN  | 2:55.21,0      |
| 49   | Joe West                | IRL  | 2:56.22,8      |
| 50   | Rudolf Morgenthaler     | SUI  | 2:56.33,0      |
| 51   | Hassan Abdel Fattah     | EGY  | 2:56.56,0      |
| 52   | Surat Mathur            | IND  | 2:58.09,2      |
| 53   | Artidoro Berti          | ITA  | 2:58.36,2      |
| —    | Ahmet Aytar             | TUR  | DNF            |
| —    | Muhammad Ben Aras       | PAK  | DNF            |
| —    | Lionel Billas           | FRA  | DNF            |
| —    | Hong Jong-O             | KOR  | DNF            |
| —    | Stan Cox                | GBR  | DNF            |
| —    | Corsino Fernández       | ARG  | DNF            |
| —    | Raúl Inostroza          | CHI  | DNF            |
| —    | Franjo Krajcar          | YUG  | DNF            |
| —    | Egilberto Martufi       | ITA  | DNF            |
| —    | Jim Peters              | GBR  | DNF            |
| —    | Constantin Radu         | ROU  | DNF            |
| —    | Yoshitaka Uchikawa      | JPN  | DNF            |
| —    | Luis Velásquez          | GUA  | DNF            |

Mannen:
1896 ·
1900 ·
1904 ·
1908 ·
1912 ·
1920 ·
1924 ·
1928 ·
1932 ·
1936 ·
1948 ·
1952 ·
1956 ·
1960 ·
1964 ·
1968 ·
1972 ·
1976 ·
1980 ·
1984 ·
1988 ·
1992 ·
1996 ·
2000 ·
2004 ·
2008 ·
2012 ·
2016

Vrouwen:
1984 ·
1988 ·
1992 ·
1996 ·
2000 ·
2004 ·
2008 ·
2012 ·
2016